# Carlo Facchin
Carlo Facchin (Portogruaro, Italia; 27 de agosto de 1938 – 27 de noviembre de 2022) fue un futbolista y entrenador de fútbol italiano que jugaba en la posición de delantero.

## Carrera

### Jugador
| Periodo   | Club              |
| --------- | ----------------- |
| 1958–1959 | AC Mestre         |
| 1959–1960 | SPAL              |
| 1960–1961 | Rimini Calcio     |
| 1960–1961 | Simmenthal-Monza  |
| 1962–1964 | AC Reggiana       |
| 1964–1966 | Calcio Catania    |
| 1966–1969 | Torino FC         |
| 1969–1970 | Lanerossi Vicenza |
| 1970–1971 | Reggina 1914      |
| 1971      | ALMAS             |
| 1971–1972 | SS Lazio          |

### Entrenador
| Periodo   | Club            |
| --------- | --------------- |
| 1972–1973 | FC Pro Vercelli |
| 1976–1977 | Reggina 1914    |
| 1977      | US Salernitana  |
| 1977–1978 | FC Pro Vercelli |
| 1978–1980 | AS Siracusa     |
| 1982–1983 | Modena FC       |
| 1984–1985 | Venezia FC      |
| 1991-1991 | Italia Futsal   |
| 1993-1997 | Italia Futsal   |
| 1999      | Italia Femenil  |

## Logros

### Jugador
- Copa de Italia: 1

Torino: 1967-1968

### Entrenador
- Coppa Italia Serie C: 1

Siracusa: 1978-1979